# 何欣純
何欣純（1973年12月18日—），中華民國政治人物，民主進步黨籍，生於臺中市大里區，現任立法委員。母親林淑滿是中國國民黨籍前臺中縣議員，地方派系屬於臺中縣紅派，表弟是閃靈樂團主唱與前臺北市第五選舉區立法委員林昶佐。

## 經歷
- 2011年9月22日，原臺中市第七選舉區民主進步黨籍立法委員簡肇棟因涉駕車肇事逃逸而辭職並退選，何欣純獲民進黨補提名參選2012年立法委員選舉[5]並以8,673票差距擊敗中國國民黨籍鄭麗文當選。
- 2016年1月14日，以全市第一高票當選連任。
- 2020年1月11日，以全市最高票和全國最高票三度當選。[6]
- 2024年1月13日，四度當選。

## 選舉紀錄
| 年度 | 選舉屆數               | 選舉區             | 所屬政黨   | 得票數  | 得票率 | 當選標記   | 備註 |
| ---- | ---------------------- | ------------------ | ---------- | ------- | ------ | ---------- | ---- |
| 1998 | 第十四屆臺中縣議員選舉 | 臺中縣第七選舉區   | 無黨籍     | 1,959   | 1.35%  |            |      |
| 2002 | 第十五屆臺中縣議員選舉 | 臺中縣第七選舉區   | 民主進步黨 | 4,821   | 5.65%  |            |      |
| 2005 | 第十六屆臺中縣議員選舉 | 臺中縣第七選舉區   | 民主進步黨 | 11,603  | 10.55% |            |      |
| 2010 | 第一屆臺中市議員選舉   | 臺中市第十三選舉區 | 民主進步黨 | 22,582  | 16.12% |            |      |
| 2012 | 第八屆立法委員選舉     | 臺中市第七選舉區   | 民主進步黨 | 101,006 | 50.30% |            |      |
| 2016 | 第九屆立法委員選舉     | 臺中市第七選舉區   | 民主進步黨 | 119,098 | 63.07% |            |      |
| 2020 | 第十屆立法委員選舉     | 臺中市第七選舉區   | 民主進步黨 | 149,538 | 63.30% | 全國最高票 |      |
| 2024 | 第十一屆立法委員選舉   | 臺中市第七選舉區   | 民主進步黨 | 132,235 | 56.58% |            |      |

## 外部連結
- 立法院何欣純委員介紹 （页面存档备份，存于）
- 何欣純粉絲專頁 （页面存档备份，存于）
- YouTube上的何欣純頻道